# Zvonkové

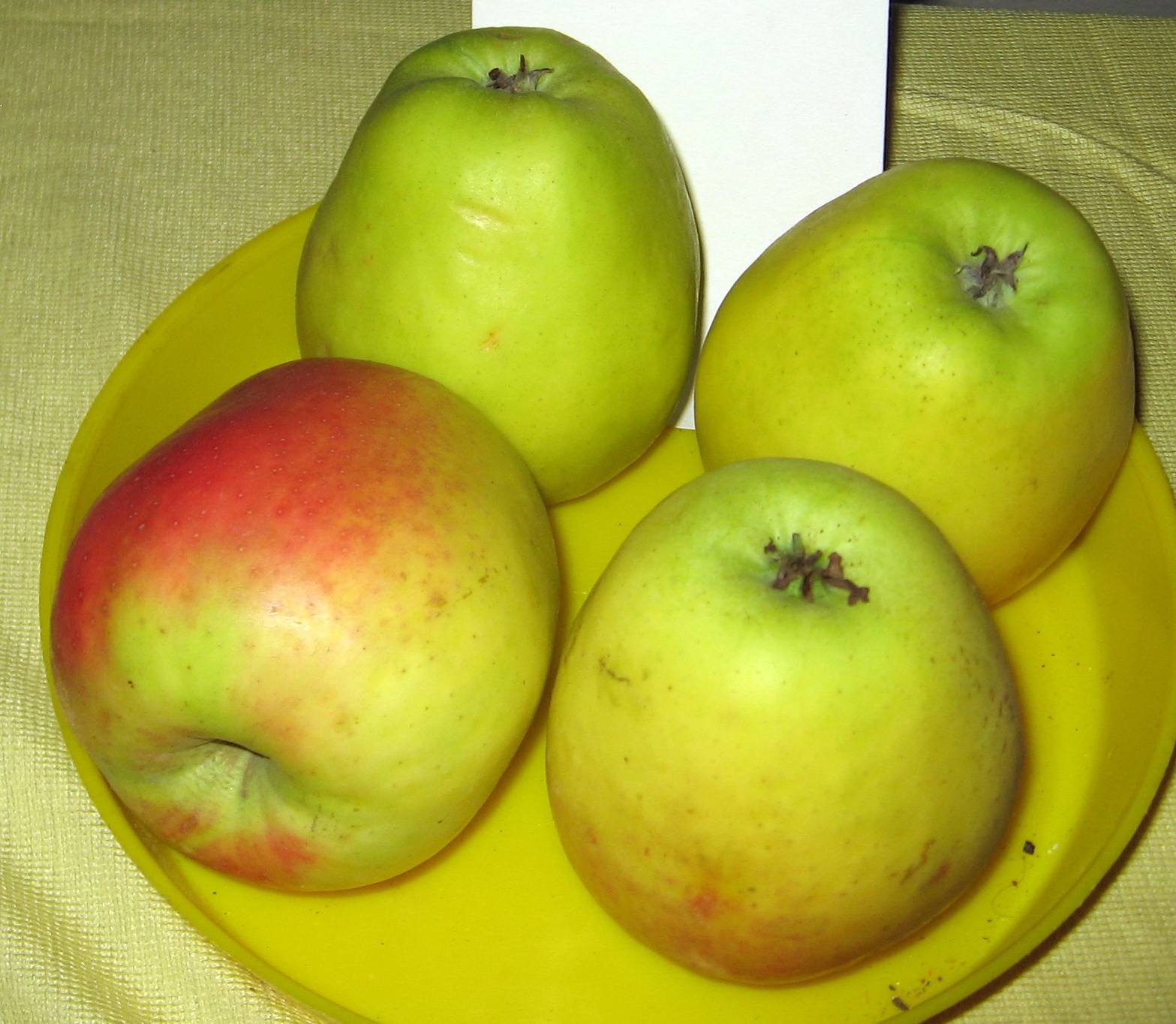
Odrůda Zvonkové, plody.

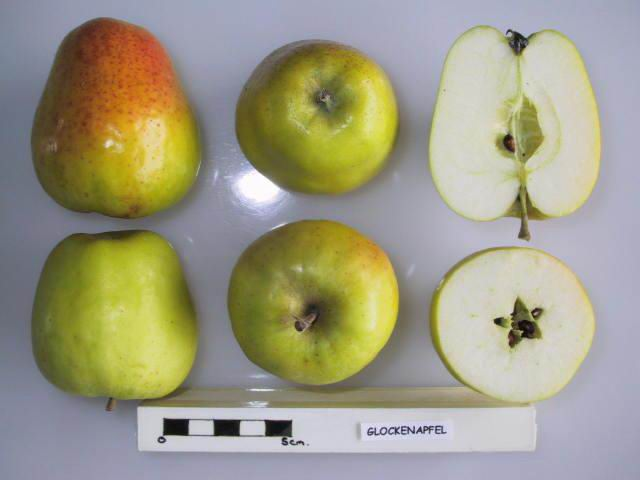
Zvonkové dle N. F. C.

Zvonkové (Malus domestica 'Zvonkové') je ovocný strom, kultivar druhu jabloň domácí z čeledi růžovitých. Plody středně velké, vhodné i pro konzum , ale spíše na zpracování. Plod je oblíben pro zvláštní tvar připomínající kravský zvonec. Ke konzumní zralosti dozrávají až v únoru následujícího roku. Není přesně znám původ odrůdy. Uvádí se, že je pěstovaná od poloviny 19. století ve Švýcarsku a jižním Německu.

## Synonyma
Glockenapfel, Echter Glocken,
: Altlander Glockenapfel, Echter Weisser Glockenapfel, Pomme Cloche, Schweizer Glockenapfel, Weisser Winterglockenapfel

## Vlastnosti
Růst je zpočátku velmi silný, později středně bujný. Vytvářejí úzké později rozklesávající se koruny. Řez snáší dobře, doporučuje se až v pozdějších letech. Preferuje chráněné polohy. Je uváděna malá odolnost proti mrazu.

### Plodnost
Plodí středně brzy, hojně a pravidelně. Ovšem podle některých zdrojů se brzy vyplodí.

## Plod
Plod typicky zvonkovitý, středně velký (130–205 g), nepravidelný. Slupka žlutá, na osluněné straně někdy s červenavým líčkem. Dužnina je zelenožlutá, křehká zpočátku kyselá, na jaře více nasládlá, málo aromatická. 
Vhodným opylovačem je pro tuto odrůdu odrůda Ontario. Zvonkové samo je dobrý opylovač.

## Choroby a škůdci
Odrůda není obvykle napadána významnými škůdci a chorobami. Nebývá poškozována padlím a strupovitostí.

## Podnož
Vhodná podnož je M 9 a další slabší podnože. Do méně vhodných půd je považována za vhodnou podnož MM 106 nebo A 2.

## Použití
Vhodná do vyšších poloh, v teplejších oblastech jsou plody poškozeny sluncem. Ideální pro skladování, vhodná pro přípravu pokrmů, později lze použít i pro přímý konzum. Plod má zpočátku velmi kyselou chuť.
Hodí se pro polokmeny a vysokokmeny. Odrůda není vhodná pro velkovýrobu a je méně často pěstovaná.

## Další šlechtění
Odolnost vůči chorobám a trvanlivost plodů lákají ke šlechtění zimních odrůd.
Kříženci
- 'Gloster' = 'Zvonkové' × 'Richared Delicious' – v roce 1951
- 'Zuzana' = 'Zvonkové' × 'James Grieve'
- 'Zvoša' = 'Zvonkové' × 'Šampion'